# Нсанама
Нсана́ма (англ. Nsanama) — вища традиційна громада у складі дистрикту Мачинга Південного регіону Малаві.
Населення — 38518 осіб (2018).